# Frösvartbagge
Frösvartbagge (Cynaeus angustus) är en skalbaggsart som först beskrevs av John Lawrence LeConte 1851.  Frösvartbagge ingår i släktet Cynaeus, och familjen svartbaggar. Arten är reproducerande i Sverige.